# Birgit Wentzien
Birgit Wentzien (auch: Birgit Wentzien-Ziegler; * 1959 in Hamburg) ist eine deutsche Journalistin und seit 2012 Chefredakteurin des Deutschlandfunks.

## Leben
Birgit Wentzien besuchte die Deutsche Journalistenschule, bevor sie an der Ludwig-Maximilians-Universität München Kommunikationswissenschaft und Politologie studierte. Einem Volontariat beim Süddeutschen Rundfunk (SDR) in Stuttgart schloss sich bis 1992 eine Festanstellung als Redakteurin und Moderatorin für das Ressort Politik sowie die Nachrichtenredaktion des SDR an.
1993 wechselte Wentzien als Hauptstadtkorrespondentin ins Gemeinschaftsstudio des SDR mit dem Südwestfunk, das nach dem Zusammenschluss der beiden Rundfunkanstalten dem neu gegründeten Südwestrundfunk angehörte. Im Jahr 1999 wurde sie stellvertretende Leiterin des SWR-Studios Berlin, ab Juni 2004 dessen Leiterin. Von September 2006 bis 2008 moderierte sie wechselnd mit Anke Hlauschka die SWR-Fernsehtalkshow Quergefragt.
Im Mai 2012 wurde Wentzien Chefredakteurin des Deutschlandfunks. Sie trat damit auf Vorschlag von Intendant Willi Steul die Nachfolge von Stephan Detjen an.
Birgit Wentzien ist Mentorin an der Evangelischen Journalistenschule sowie Mitglied im geschäftsführenden Vorstand des Deutschen Presseclubs. Sie ist verheiratet und hat einen Sohn.

## Rezeption
Der Schriftsteller Max Goldt veröffentlichte 2021 einen Text namens Frau Wentzien vom Deutschlandfunk, in dem er eine Rede Wentziens bei einer Preisverleihung als Beispiel für das „neue Funktionärsdeutsch“ der „geschlechtergerechten Sprache“ aufgreift.